# Renchaoxi (sockenhuvudort i Kina, Hunan Sheng, lat 29,61, long 110,59)
Renchaoxi (kinesiska: 人潮溪, 人潮溪乡) är en sockenhuvudort i Kina. Den ligger i provinsen Hunan, i den södra delen av landet, omkring 280 kilometer nordväst om provinshuvudstaden Changsha. Antalet invånare är 5 284. Befolkningen består av 2 483 kvinnor och 2 801 män. Barn under 15 år utgör 17,0 %, vuxna 15-64 år 68 %, och äldre över 65 år 14,0 %.
Runt Renchaoxi är det ganska tätbefolkat, med 166 invånare per kvadratkilometer. Närmaste större samhälle är Zhaojiagang, 15,3 km sydost om Renchaoxi. I omgivningarna runt Renchaoxi växer i huvudsak blandskog.
Genomsnittlig årsnederbörd är 1 698 millimeter. Den regnigaste månaden är september, med i genomsnitt 277 mm nederbörd, och den torraste är december, med 17 mm nederbörd.